# Neuronales Netz

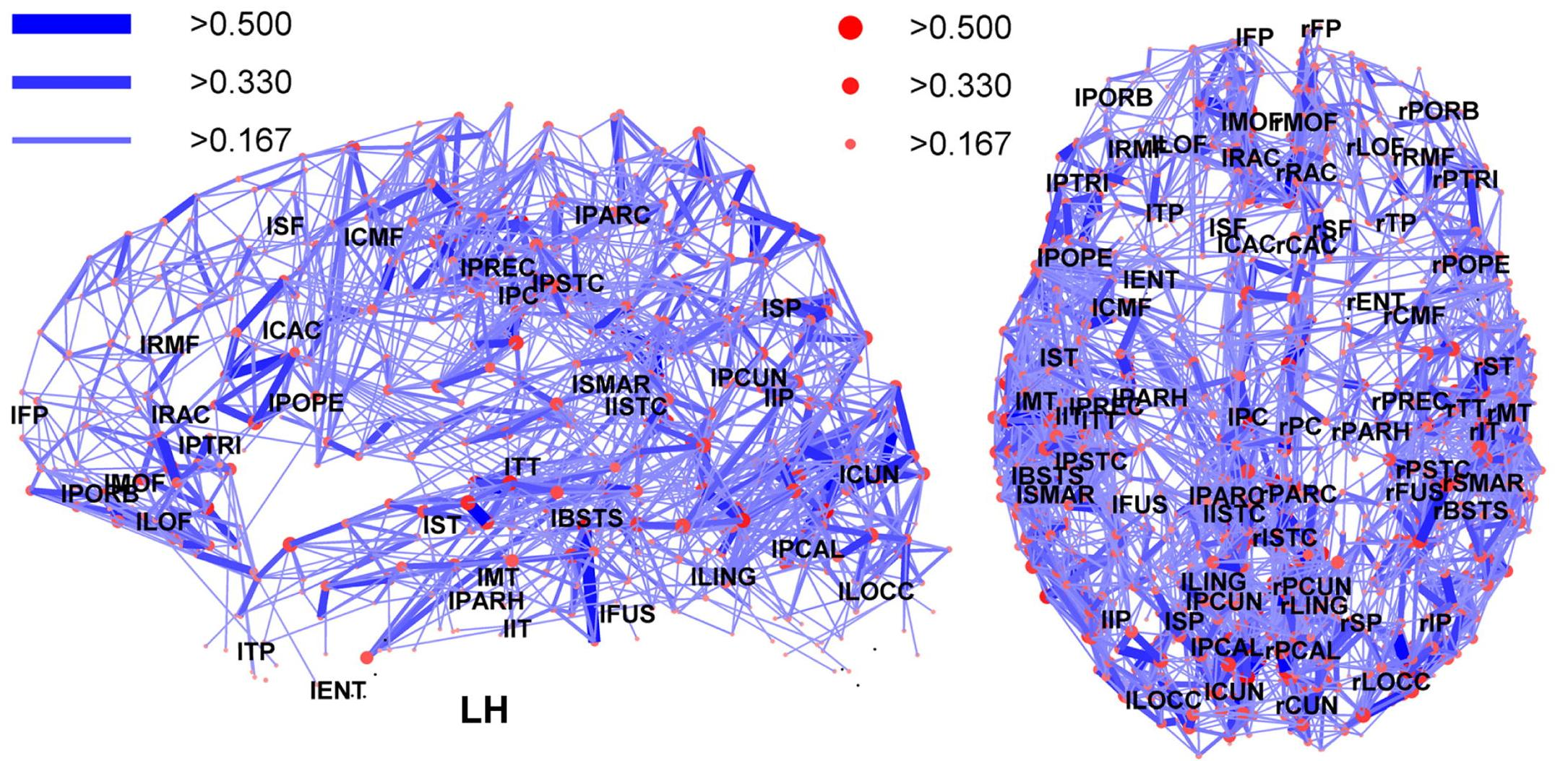
Grundgerüst cortico-corticaler Assoziations- und Kommissurfasern im Konnektom-Modell der menschlichen Großhirnrinde

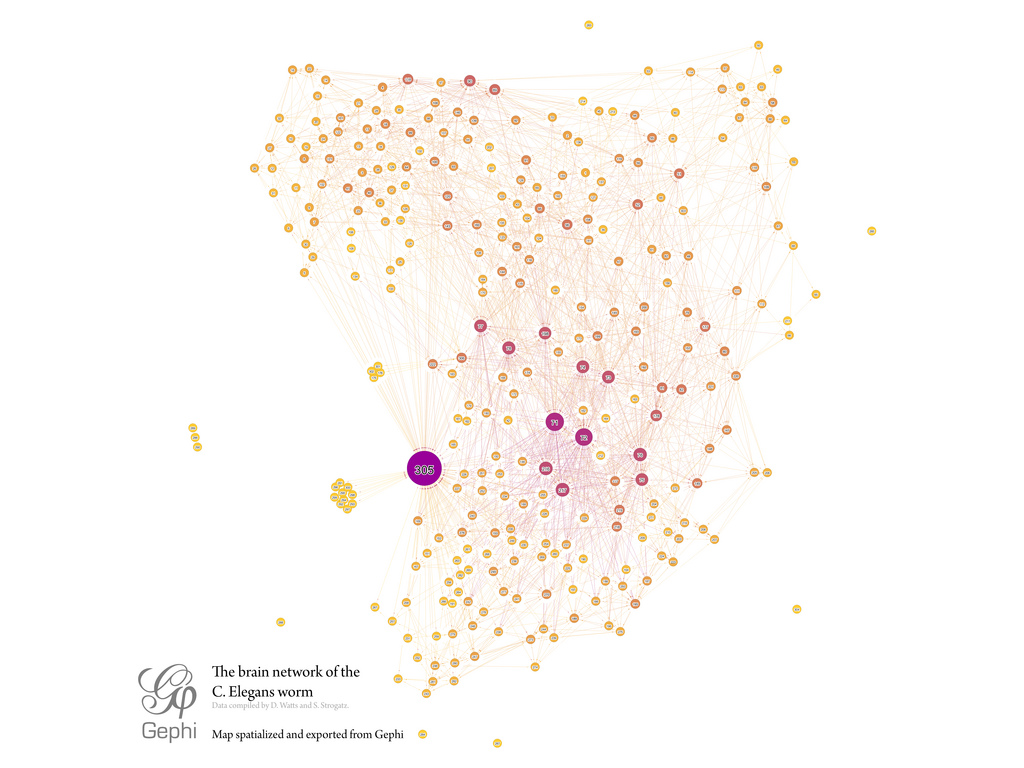
Neuronale Verknüpfungen im Nervensystem des Fadenwurms Caenorhabditis elegans: Netzwerk aller seiner rund 300 Nervenzellen

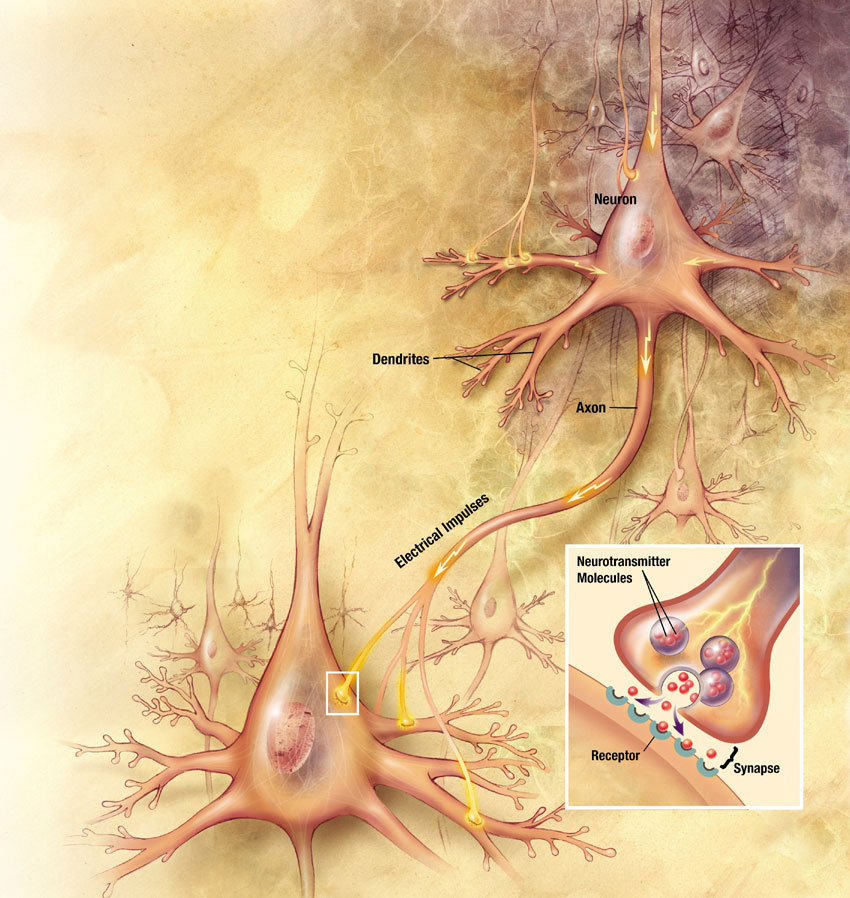
Verknüpfung von Neuronen über Synapsen

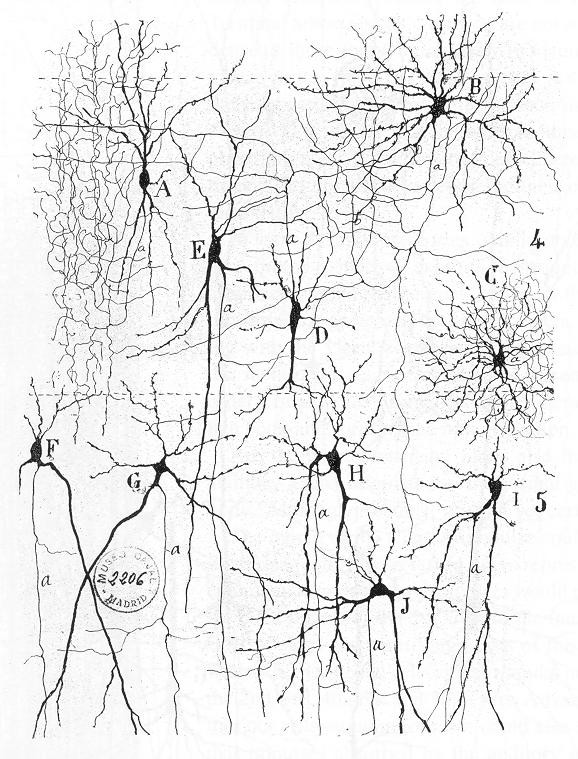
Neuritische und dendritische Aufzweigungen ihrer Zellfortsätze kennzeichnen die Gestalt von Neuronen, hier des auditiven Cortex (Zeichnung von Cajal, 1898).

Als neuronales Netz wird in den Neurowissenschaften eine beliebige Anzahl miteinander verbundener Neuronen bezeichnet, die als Teil eines Nervensystems einen auf bestimmte Funktionen ausgerichteten Zusammenhang bilden. Abstrahiert werden in Computational Neuroscience darunter auch vereinfachte Modelle einer biologischen Vernetzung verstanden.
In der Informatik, Informationstechnik und Robotik werden deren Strukturen als künstliches neuronales Netz modelliert und technisch nachgebildet, simuliert und abgewandelt.

## Die Vernetzung von Neuronen
Das Nervensystem von Menschen und Tieren besteht aus Nervenzellen (Neuronen) und Gliazellen sowie einer Umgebung. Die Neuronen sind über Synapsen miteinander verknüpft, die als Verknüpfungsstellen oder Knoten eines interneuronalen Netzwerks aufgefasst werden können. Daneben findet zwischen Neuronen und Zellen der Neuroglia, insbesondere Oligodendroglia und Astroglia, in chemischer und elektrischer Form ein Austausch statt, der die Gewichtung von Signalen verändern kann.
Die „Schaltungstechnik“ von Neuronen kennt üblicherweise mehrere Eingänge und einen Ausgang. Wenn die Summe der Eingangssignale einen gewissen Schwellenwert überschreitet, „feuert“ das Neuron (Erregungsbildung): Ein Aktionspotential wird am Axonhügel ausgelöst, im Initialsegment gebildet und entlang des Axons weitergeleitet (Erregungsleitung). Aktionspotentiale in Serie sind die primären Ausgangssignale von Neuronen. Diese Signale können über Synapsen anderen Zellen vermittelt werden (Erregungsübertragung). An elektrischen Synapsen werden die Potentialänderungen in unmittelbarem Kontakt weitergegeben. An chemischen Synapsen werden diese in ein Transmitterquantum als sekundäres Signal umgesetzt, also durch Botenstoffe übermittelt (Transmission).

Schematische Darstellung einer einfachen neuronalen Vernetzung.
Divergenz (grün): Ein Neuron gibt Signale an mehrere andere Neuronen weiter.
Konvergenz (blau und gelb): Ein Neuron erhält Signale von mehreren anderen.

Kennzeichnend für Nervenzellen sind ihre Zellfortsätze, mit denen Kontakte zu einzelnen anderen Zellen hergestellt werden. Als Dendriten dienen sie vorrangig der Aufnahme von Signalen anderer Zellen, während Signale an andere Zellen über den Neuriten fortgeleitet werden, auch Axon genannt in der Umhüllung durch Gliazellen.
Mit Abzweigungen seines Axons als Axonkollaterale kann das Signal eines Neurons efferent an mehrere andere Neuronen übermittelt werden (Divergenz). Auch können einem Neuron afferent Signale von verschiedenen anderen Neuronen zufließen (Konvergenz), vorwiegend über seine Dendriten als Eingänge.
Während das über die Membran fortgeleitete Aktionspotential bei elektrischen Synapsen prompt als elektrisches Signal übergeben wird, wird es bei chemischen Synapsen zunächst an der präsynaptischen Membranregion eines Neurons in ein sekundäres chemisches Signal umgebildet. Dies geschieht als potentialabhängige neurokrine Sekretion durch Ausschüttung (Exozytose) der in synaptischen Vesikeln vorrätig gehaltenen Moleküle eines Signalstoffs.
Nach Überbrücken des schmalen synaptischen Spalts per Diffusion wirkt dieser Botenstoff als Neurotransmitter oder als ein neuromodulatorischer Kotransmitter auf die Membranregion der postsynaptisch zugeordneten Zelle. Voraussetzung dafür ist, dass diese Postsynapse mit passenden Rezeptormolekülen ausgestattet und empfänglich ist. Art und Anzahl der hier von der zugeordneten Zelle in ihre Membran eingebauten Rezeptoren haben also entscheidenden Einfluss auf die Signalwirkung.
Mit der Rezeptorbindung wird ein Transmitter erkannt und darüber direkt (ionotrop) oder mittelbar (metabotrop) eine vorübergehende regionale Veränderung der Membrandurchlässigkeit veranlasst. Durch die Membran ein- oder ausströmende kleine Ionen rufen also wieder postsynaptisch Potentialänderungen hervor, als lokale elektrische Signale. Die eintreffenden Signale laufen auf der Membran eines Neurons zusammen, werden hier räumlich wie zeitlich integriert bzw. summierend zusammengefasst.
Solche postsynaptischen Potentiale prägen sich verschieden aus, abhängig von der Membranausstattung mit Rezeptoren und Ionenkanälen. Sie können als graduierte Potentiale nicht nur unterschiedlich starke Signale sein, sondern zudem qualitativ grundsätzlich anders: Exzitatorische regen die Erregungsbildung an, inhibitorische hemmen die Bildung eines Aktionspotentials.
Mit dieser Form synaptischer Verknüpfung als chemischer Transmission erhalten Signale also ein Vorzeichen. Des Weiteren können sie an der Verknüpfungsstelle prozessabhängig gewichtet werden, verstärkt oder abgeschwächt. Bei einer häufig wiederholten Übertragung in rascher Folge kann es zu länger anhaltenden Veränderungen kommen, die als Langzeit-Potenzierung die synaptische Übertragung verstärken. Bei geringer Frequenz können in unterschiedlicher Art Veränderungen auftreten, die zu einer dauerhaften Abschwächung als Langzeit-Depression führen. Auf diese Weise kann der Signalübertragungsprozess selber den synaptischen Modus formen beziehungsweise überformen (neuronale Plastizität). Die Vernetzung von Neuronen zeigt damit keine starre Verschaltung, sondern eine vom Vorzustand abhängige Gewichtung der Signalwege, die sich durch wiederholten Gebrauch ändert.

## Lernen
Über das Lernen in neuronalen Netzen gibt es verschiedene, inzwischen gut standardisierte Theorien. Die erste neuronale Lernregel wurde 1949 von Donald O. Hebb beschrieben (Hebbsche Lernregel). Wesentliche Entwicklungen erfolgten u. a. durch Arbeiten des Finnen Teuvo Kohonen Mitte der 1980er Jahre.
Daraus ergaben sich typische Eigenschaften neuronaler Netze, die gleichermaßen für natürliche wie für künstliche „neuronale Systeme“ gelten. Dazu gehört die Eigenschaft, dass sie komplexe Muster erlernen können, ohne dass eine Abstraktion über die diesen Mustern eventuell zugrunde liegenden Regeln stattfindet. Das heißt, dass neuronale Netze nicht einem Logiksystem, sondern einer (in gewissem Sinne intuitiven) Musterverarbeitung folgen. Dies bedeutet weiterhin, dass vor dem Lernen nicht erst die Regeln entwickelt werden müssen. Andererseits kann aus dem neuronalen Netz auch nicht nachträglich eine eventuelle Logik ermittelt werden, die dessen Lernerfolg ausmachte.
Dies bedeutet wiederum nicht, dass logisches Verhalten und präzise Regeln nicht von neuronalen Netzen erlernt bzw. angewendet werden könnten. Nur müssen diese durch Training ggf. mühsam erarbeitet werden; etwa beim Erlernen der Grammatik einer Sprache über Jahre hinweg. Neuronale Netze lernen nicht explizit, sondern implizit: Die Grammatik der Muttersprache wird von einem Kleinkind zuerst implizit erlernt. Als Schulkind erlernt es die Regeln dann im Allgemeinen – noch einmal – explizit, im Unterricht.

## Forschung
- Erstmals dargestellt[1] wurde ein neuronales Netz 1894.[2]
- Die Untersuchung der biochemischen und physiologischen Eigenschaften neuronaler Netze ist ein Gegenstand der Neurophysiologie.
- In der Neuroinformatik und der Forschung zur künstlichen Intelligenz werden neuronale Netze durch künstliche neuronale Netze mittels Software im Computer in ihrer Funktionsweise simuliert bzw. die Eigenschaften neuronaler Netze für Software-Anwendungen nutzbar gemacht (s. a. Anwendungen der künstlichen Intelligenz).
- Eine konzeptionelle Abstraktion neuronaler Netze findet auch in der theoretischen Biologie statt.
- Insbesondere werden in der Computational Neuroscience Modellneuronen, die unterschiedliche Abstraktionsgrade von den biologischen Gegebenheiten aufweisen, mithilfe von simulierten Synapsen zu Netzwerken verbunden, um ihre Dynamik und Fähigkeit zur Informations- bzw. Datenverarbeitung zu untersuchen. Dies geschieht bei mathematisch einfachen Modellen durch mathematische Analyse, meistens jedoch ebenfalls durch Computersimulationen.
- In den 1980er und 1990er Jahren sind auch Physiker in dieses Gebiet eingestiegen und haben damals wesentlich zum Verständnis beigetragen. Zurzeit werden neuronale Netze für die Analyse in der Hochenergiephysik eingesetzt. Sogenannte multivariate Methoden sind hier ein wichtiger Bestandteil zur Trennung von experimentellen Daten.
- Künstliche neuronale Netze, die eine Simulation natürlicher neuronaler Netze sind, dienen mittlerweile oft dazu, die Funktionsweise neuronaler Netze besser zu studieren, da mit den künstlichen Systemen Experimente durchgeführt werden können, die natürliche Systeme nicht erlauben.